# Найнтахинское сельское муниципальное образование
Найнтахинское сельское муниципальное образование — сельское поселение в Целинном районе Калмыкии.
Административный центр — посёлок Найнтахн.

## География
Найнтахинское СМО расположено в пределах Ергенинской возвышенности.
Границы Найнтахинского СМО установлены Законом Республики Калмыкия от 25 декабря 2002 года № 276-II-З «Об установлении границ территории Найнтахинского сельского муниципального образования Республики Калмыкия» Общая площадь земель в границах СМО составляет 36 877 га, в том числе: земли сельхозназначения — 35 593 га (пашня — 11 184 га, пастбища — 24 409 га).
Найнтахинское СМО граничит:
- на юго-западе и западе — с Чагортинским СМО;
- на севере — с Оватинским СМО;
- на востоке — с Бага-Чоносовским и Целинным СМО;
- на юге — с Троицким и Верхнеяшкульским СМО.

## История
Найнтахиновский сельсовет образован в 1930-е годы. По данным за 1938—1943 гг. в Найнтахинский сельский Совет входили посёлки: Верхняя и Нижняя Зегиста, Верхний и Нижний Нохан Сюл, Заагин Сала, Зегистин Гол и Самбрин.
В период ликвидации Калмыцкой АССР Найнтахиновский сельский Совет был переименован в Ровненский сельский Совет депутатов трудящихся и входил в состав Степновского района Астраханской области РСФСР (впоследствии Ставропольского края). С 1957 — 1961 гг. Ровненский сельский Совет депутатов трудящихся Целинного района Калмыцкой автономной области (впоследствии Калмыцкой АССР). С 1961—1990 гг. Прудовский сельский Совет депутатов трудящихся Целинного района Калмыцкой АССР.
В 1990 году Постановлением Верховного Совета Калмыцкой АССР № 97 -IX от 18.10.1990 года Прудовскому сельскому совету возвращено прежнее наименование — Найнтахинский.
В декабре 1996 года преобразован в Найнтахинское сельское муниципальное образование/

## Население
| 2002 | 2010 | 2011 | 2012 | 2013 | 2014 | 2015 |
| ---- | ---- | ---- | ---- | ---- | ---- | ---- |
| 459  | ↘384 | ↘382 | ↗397 | ↘386 | ↘378 | ↗383 |
| 2016 | 2017 | 2018 | 2019 | 2020 | 2021 |      |
| ↗400 | ↘395 | ↘394 | ↘391 | ↘372 | ↘359 |      |

Численность населения Найнтахинского сельского муниципального образования составляет 
1.77 % от численности населения Целинного района. Миграционная ситуация в СМО на протяжении нескольких лет остаётся неблагоприятной. На протяжении последних лет наблюдается миграционный отток населения в сочетании с естественной убылью населения.

### Национальный состав
Основную часть населения составляют калмыки (83,9 %). Русские составляют 10,8 % населения.

## Состав поселения
- Заагин Сала (посёлок) — 27[17]
- Зегиста (посёлок) — 37[17]
- Найнтахн (посёлок, административный центр) — 319[17]

## Экономика
По состоянию на 01.01.2012 года на территории СМО хозяйственную деятельность осуществляют:
- Предприятие «Агроплюс»
- 32 крестьянско-фермерских хозяйства, 87 личных подсобных хозяйств, два индивидуальных предпринимателя, осуществляющих торговую деятельность.

Основной отраслью сельского хозяйства является животноводство.